# Meerstemmigheid

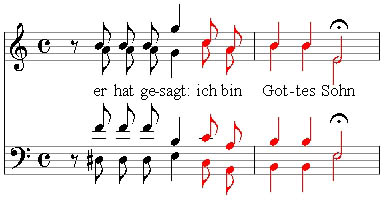
Voorbeeld van meerstemmigheid in de Matthäus-Passion van Bach. (De noten in zwart zijn heterofoon, en de noten in rood zijn unisono.)

Meerstemmigheid of heterofonie (uit het Oudgrieks: ἑτεροφωνία: ἕτερος (heteros), anders, verschillend en φωνή (phõnē), klank, geluid, stem) is een van oorsprong muziektheoretische term die gehanteerd wordt om de afwijkingen van de eenstemmigheid (monofonie) van een melodie in verschillende muzikale partijen aan te duiden. Dit betekent dat twee of meer muzikale stemmen (instrumenten of zangstemmen) verschillende tonen produceren. 
In de culturele sector wordt het begrip meerstemmigheid gebruikt door musea en erfgoedinstellingen om een gewenste multiperspectiviteit aan te duiden; de stem van meerdere mensen.

## Muzikaal
Muzikale meerstemmigheid ontstaat wanneer bij het gelijktijdig samengaan van een zangstem en een instrument in beide partijen andere versieringen worden aangebracht, waardoor de eenstemmigheid telkens incidenteel wordt onderbroken. Dit wordt ook wel ornamentale of variantenheterofonie genoemd. De term wordt ook gebruikt voor het samengaan van twee of meer stemmen in parallelle intervallen. Dit wordt parallelle heterofonie genoemd.
In de etnomusicologie is heterofonie een veel gebruikte term ter omschrijving van een bepaald verschijnsel in de meerstemmige praktijk van de Europese en Afrikaanse volksmuziek en in de traditionele klassieke muziek van Azië. Onbewuste heterofonie ontstaat als twee of meer zangers of instrumenten (of een vocaal-instrumentale combinatie) gelijktijdig dezelfde melodie zingen respectievelijk spelen, zonder precies op elkaars ritme en intonatie te letten, waardoor kleine onderlinge verschillen ontstaan. Bewuste heterofonie ontstaat, als de musici dan wel zangers opzettelijk eenstemmigheid vermijden en hun eigen, van een gemeenschappelijk thema afgeleide melodische lijn laten horen, waarbij de individuele variaties niet samenvallen. Dit wordt dikwijls toegepast in de jazz.
De term staat tegenover de term unisono (eenstemmig): een muziekstuk/-fragment waarin twee of meer muzikale stemmen (instrumenten of zangstemmen) dezelfde toon produceren.
In de canon-techniek wordt een vorm van unisono gebruikt waarin stemmen weliswaar niet gelijktijdig op dezelfde toonhoogte spelen, maar na elkaar op dezelfde toonhoogte elkaar imiteren.
De polyfonie is een bijzondere, heterofone, vorm van canon, waarbij meerdere melodieën tegelijkertijd klinken.

## Museaal
In de museumwereld staat meerstemmigheid voor methodieken die leiden tot gelaagdheid en meerdere perspectieven in collecties, tentoonstellingen en educatieve projecten. De museumproducten zijn dan bij voorkeur opgezet in samenwerking met minderheidsgroepen. De ontwikkeling van deze producten kost doorgaans meer tijd. Meerstemmigheid krijgt fundament als het geïmplementeerd wordt binnen de (museum)organisatie zelf in de vorm van divers personeel. Uiteindelijk is een diverser publiek, dat zich herkent in en betrokken voelt bij het getoonde, het bewijs van geslaagde meerstemmigheid. 